# Pamalicán
Pamalicán (Pamalican Island) es una isla situada en Filipinas, adyacente a la de Busuanga, isla que forma parte del grupo de Calamianes.
dministrativamente forma parte del barrio de  Panlaitán, cuya sede se encuentra en  isla Talampulán,  del municipio filipino de tercera categoría de Busuanga perteneciente a la provincia  de Paragua en Mimaro,  Región IV-B.

## Geografía
Isla Busuanga es  la más grande del Grupo Calamian situado a medio camino entre las islas de Mindoro (San José) y de Paragua (Puerto Princesa), con el Mar de la China Meridional a poniente y el mar de Joló a levante. Al sur de la isla están las otras dos islas principales del Grupo Calamian: Culión y  Corón.
Bañada por las aguas del mar de la China Meridional, tiene aproximadamente 370 metros de largo, en dirección este-oeste, y unos 130 metros de anchura máxima.
Situada a poniente de Isla Calauit, dista 7.500 m de la costa, cabo Detobetabet (Detobetabet Point ).
Administrativamente forman parte del Barrio de Panlaitán las islas de Malajón, Talampulán, Dabotonay  y Pamalicán.
Talampulán se encuentra 3.800 metros al norte, Dabotonay 3.500 al nordeste y Mapadolo 3.200 metros al noroeste.